# Faustianisme
Pour les articles homonymes, voir Faust (homonymie).
Inspiré par la figure du Docteur Faust, le faustianisme se caractérise par la volonté de dominer la nature, afin d'utiliser ses ressources dans l'intérêt de l'Homme. Pour parvenir à cet objectif, l'Homme utilise la science (comprendre et expliquer) et la technique (maîtriser). C'est cette mentalité, incarnée par exemple par le savant et ingénieur Léonard de Vinci, qui a entre autres permis l'élaboration de la société occidentale contemporaine telle que nous la connaissons aujourd'hui : marquée par la place importante qu'elle accorde à la science et à la technique pour subvenir à ses besoins[réf. nécessaire].